# An Nghiệp (xã)
An Nghiệp là một xã thuộc huyện Tuy An, tỉnh Phú Yên, Việt Nam.
Xã An Nghiệp có diện tích 39,47 km², dân số năm 1999 là 5051 người, mật độ dân số đạt 128 người/km².